# Suegra último modelo
Suegra último modelo è un film del 1953 diretto da Enrique Carreras.
Il marito di una giovane donna inizia a credere di essere il padre di sua moglie dopo una falsa confessione della suocera.